# محافظة ستونغ ترينغ
محافظة ستونغ ترينغ (بالإنجليزية: Steung Treng Province)‏ هي محافظة في كمبوديا، تتبع كمبوديا، بلغ عدد سكانها 111٬734 نسمة، عاصمتها ستونغ ترينغ.

## الموقع
تشترك في الحدود مع:
- محافظة أتابيو (لاوس).

## التقسيمات الإدارية
- Sesan District [الإنجليزية]‏
- Siem Bouk District [الإنجليزية]‏
- Siem Pang District [الإنجليزية]‏
- ستونغ ترينغ
- Thala Borivat District [الإنجليزية]‏.